# Erinaceus amurensis
Espèce
Statut de conservation UICN

 LC  : Préoccupation mineure
Erinaceus amurensis est une espèce qui fait partie des hérissons appartenant à la famille des Erinaceidés. Parfois appelé Hérisson de l'Amur, sans doute par traduction de l'anglais, son nom vient du fleuve Amour (Amur en anglais).

## Répartition
Cette espèce est présente en Sibérie, en Chine et dans la péninsule de Corée.

## Synonymes
- Erinaceus chinensis Satunin, 1907
- Erinaceus dealbatus Swinhoe, 1870
- Erinaceus hanensis Matschie, 1907
- Erinaceus koreanus Lönnberg, 1922
- Erinaceus koreensis Mori, 1922
- Erinaceus kreyenbergi Matschie, 1907
- Erinaceus orientalis Allen, 1903
- Erinaceus tschifuensis Matschie, 1907
- Erinaceus ussuriensis Satunin, 1907